# Abagrotis denticulata
Abagrotis denticulata là một loài bướm đêm trong họ Noctuidae. Loài này được tìm thấy ở Bắc Mỹ.
Số MONA hay Hodges của Abagrotis denticulata là 11026.